# Monachather paradoxus
Genre
Espèce
Monachather paradoxus est une espèce de plantes monocotylédones de la famille des Poaceae, sous-famille des Arundinoideae, originaire d'Australie. C'est l'unique espèce du genre Monachater (genre monotypique).
Ce sont des plantes herbacées vivaces, cespiteuses, aux tiges de 30 à 70 cm de long. L'inflorescence est une panicule.
ÉtymologieLe nom générique « Monachather » est dérivé de deux racines grecques, μοναχός, (monachos), solitaire, moine, et αθηρ, αθερος (ather, atheros), arête, barbe, en référence aux épillets solitaires.